# Skibsted Å
Skibsted Å är ett vattendrag i Danmark.  Det ligger i Region Nordjylland, i den norra delen av landet, 200 km nordväst om Köpenhamn. Det rinner upp strax söder om samhället Terndrup och rinner norrut till sammanflödet med Lindenborg Å.